# Киборг (DC Comics)
Киборг (енгл. Cyborg) је измишљени суперхерој који се појављује у америчким стриповима издавачке куће Ди-Си Комикс. Лик су створили Марв Волфман и Џорџ Перез, а први пут се појавио у стрипу DC Comics Presents #26, у октобру 1980. године. Првобитно је био члан Титана тинејџера. Оснивач је Лиге правде у Ди-Си-јевој поново покренутој серији стрипова из 2011. године.
Лик се појављује у Ди-Си филмском универзуму, а глуми га Реј Фишер. Имао је камео наступ у филму Бетмен против Супермена: Зора праведника из 2016. године, као и главну улогу у филму Лига правде из 2017. године, а такође се појавио у филму Лига правде Зака Снајдера 2021. године. Киборг је представљен као механички киборг, отуда и име. Киборг ће бити део главне поставе предстојеће телевизијске серије Дум Патрол на Ди-Си стриминг сервису, где га игра Жовијан Вејд.